# ۱۰۰۰ جایی که باید قبل از مردن ببینید
۱۰۰۰ جایی که باید قبل از مردن آنها را ببینید (به انگلیسی: 1,000 Places to See Before You Die) نام یک فیلم مستند می‌باشد که در سال ۲۰۰۷ توسط شبکه تلویزیونی تراول تهیه شد. در این مستند یک زن و مرد به نام‌های آلبین و ملانی ال با سفر به نقاط مختلف دنیا از جغرافیا، تاریخ و فرهنگ آن سرزمین دیدن می‌کنند. در طول فیلم به ۱۰۰۰ نقطه از کره زمین سر زده می شود که در کتابی با همین نام از آنها نام برده شده است. مجموعه قسمت‌های این مستند با کیفیت اچ‌دی نمایش داده می‌شوند. مکان‌های مورد بازدید فیلمبرداری شده در کشورهای استرالیا، کامبوج، ایتالیا، برزیل، فرانسه، نپال، آفریقای جنوبی، مکزیک، آرژانتین، هندوستان، کانادا، هاوایی و آلاسکا می‌باشد. تعداد قسمت‌های این مجموعه ۱۳ عدد و مدت هر کدام از قسمت‌ها ۶۰ دقیقه در نظر گرفته شده است.